# Сан-Пайю-ду-Мондегу
Сан-Пайю-ду-Мондегу (порт. São Paio do Mondego)  —  район (фрегезия) в Португалии,  входит в округ Коимбра. Является составной частью муниципалитета  Пенакова. Находится в составе крупной городской агломерации Большая Коимбра. По старому административному делению входил в провинцию Бейра-Литорал. Входит в экономико-статистический  субрегион Байшу-Мондегу, который входит в Центральный регион. Население составляет 259 человек на 2001 год. Занимает площадь 8,74 км².
Покровителем района считается Святой Пайю (порт. São Paio). 